# Discographie de Rory Gallagher
Cet article présente la discographie du guitariste, chanteur et auteur-compositeur de blues rock, Rory Gallagher. D'une part il y a sa discographie avec le groupe Taste qui est constitué de trois albums studios, trois albums live, cinq compilations  et six singles. D'autre part, il y a sa discographie en solo qui est constitué d'onze album studios, six albums en public, une dizaine de compilations et de single

## Avec Taste
La carrière discographique officielle de Rory Gallagher débuta en 1969 avec l'album Taste (seul album du groupe à se classer aux États-Unis, 133e place du Billboard 200), enregistré avec le trio du même nom. Néanmoins en juillet 1967, Taste enregistra un premier album avec le bassiste Eric Kitteringham et le batteur Norman Damery (contrairement aux indications de la pochette). Il sortira après la séparation du groupe, d'abord sous le nom de First Taste en 1972 puis variablement selon les rééditions sous le nom de In the beginning - An Early Taste of Rory Gallagher (1974), Take It Easy Baby (1976) ou The First and the Best (1978 et 2004). 
En 1968, Richard McCraken et john Wilson remplacent Kitteringham et Damery qui resteront avec Gallagher jusqu'à la fin du groupe en décembre 1970. On the Boards sera le deuxième album studio de Taste, il sortira en janvier 1970 et fera une percée dans les charts britanniques atteignant la 18e place. Deux albums enregistrés en public, Live Taste et Live at the Isle of Wight  sortiront après la séparation du groupe.

## Sous son nom

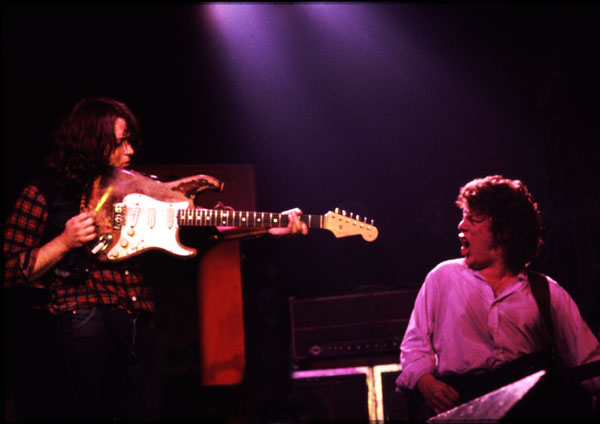
Rory et Gerry McAvoy en 1977

Après l'aventure Taste, Rory Gallagher décide de continuer sous son propre nom et forme un nouveau Power trio avec le bassiste Gerry McAvoy et le batteur Wilgar Campbell. En mai 1971, sort le premier album qui atteindra la 32e place des charts britanniques. Il sera réédité en 2021, ce qui lui permettra de se classer dans les charts allemands (16e), belges (45e), hollandais (55e) et suisses (13e). La même année sort  Deuce qui sera suivi en mai 1972 par le premier album "live", Live in Europe qui sera un franc succès en Grande-Bretagne se classant à la 9e place des charts et premier disque d'or de Rory. Il sera aussi le premier album à entrer dans les classements du Billboard aux États-Unis où il atteindra la 101e place. À partir de l'album suivant, Blueprint, Rod de'Ath remplace Wilgar Campbell et Lou Martin (claviers) rejoint le groupe qui se transforme pour une durée de cinq ans en quatuor. De Ath et Martin sont d'anciens membres du groupe de blues rock anglais Killing Floor. Trois albums studios , Tattoo (1973), Against the Grain (1975) et Calling Card ainsi qu'un album "live", Irish Tour '74 seront encore enregistrés pendant cette période. En 1977, Gallagher et ses musiciens partent à San Francisco enregistrer leur nouvel album studio qui devait s'intituler Torch. Peu satisfait de son travail de production et de mixage fait en commun avec Elliot Mazer, Gallagher décidera d'annuler la sortie de l'album. Les enregistrements sortiront enfin en mai 2011 accompagné d'un compact disc "live" d'une série de concerts donnés au Old Waldorf de San Francisco.
Pour l'album Photo-Finish qui sortira en octobre 1978, le groupe sera de nouveau un trio, Rory se séparant de Lou Martin et remplaçant Rod de Ath par Ted McKenna (ex-The Sensational Alex Harvey Band). Pour cet album, cinq titres des sessions de San Francisco, "The Mississippi Sheiks", "Overnight Bag", "Cruise On Out", "Brute Force and Ignorance" et "Fuel to the Fire" furent retravaillés et réenregistrés, il seront accompagnés par quatre nouvelles compositions. Top Priority (1979) viendra compléter la discographie des années 1970 riche de dix albums, huit en studios et deux en concert. Les années 1980 seront moins productives seulement deux albums studios, Jinx (1982) et Defender (1987) et un album en public Stage Struck (1980) qui sera aussi le dernier avec Ted McKenna remplacé par Brendan O'Neill. Fresh Evidence sort en mai 1990 et sera le dernier album de Gallagher, ce-dernier décédant le 14 juin 1995.
Rory Gallagher a vendu environ trente millions d'albums à travers le monde.

## Discographie avec Taste

### Albums studio
| Album | Charts | Charts | Charts | Charts |
| Album | UK     | ALL    | CAN    | USA    |
| --- | ------ | ------ | ------ | ------ |
| Taste - Sortie: 1er avril 1969 - Label: Polydor | —      | —      | —      | 133    |
| On the Boards - Sortie: 1er janvier 1970 - Label: Polydor | 18     | 33     | 91     | —      |
| Taste First - Sortie: 1972 - Label: BASF Records - Enregistré en 1967; aussi réalisé en 1974 sous le titre In the beginning - An Early Taste of Rory Gallagher et en 1976 sous Take It Easy Baby. | —      | —      | —      | —      |
| "—" indique que l'album n'entra pas dans les classements musicaux de ces pays. |        |        |        |        |

### Albums Live

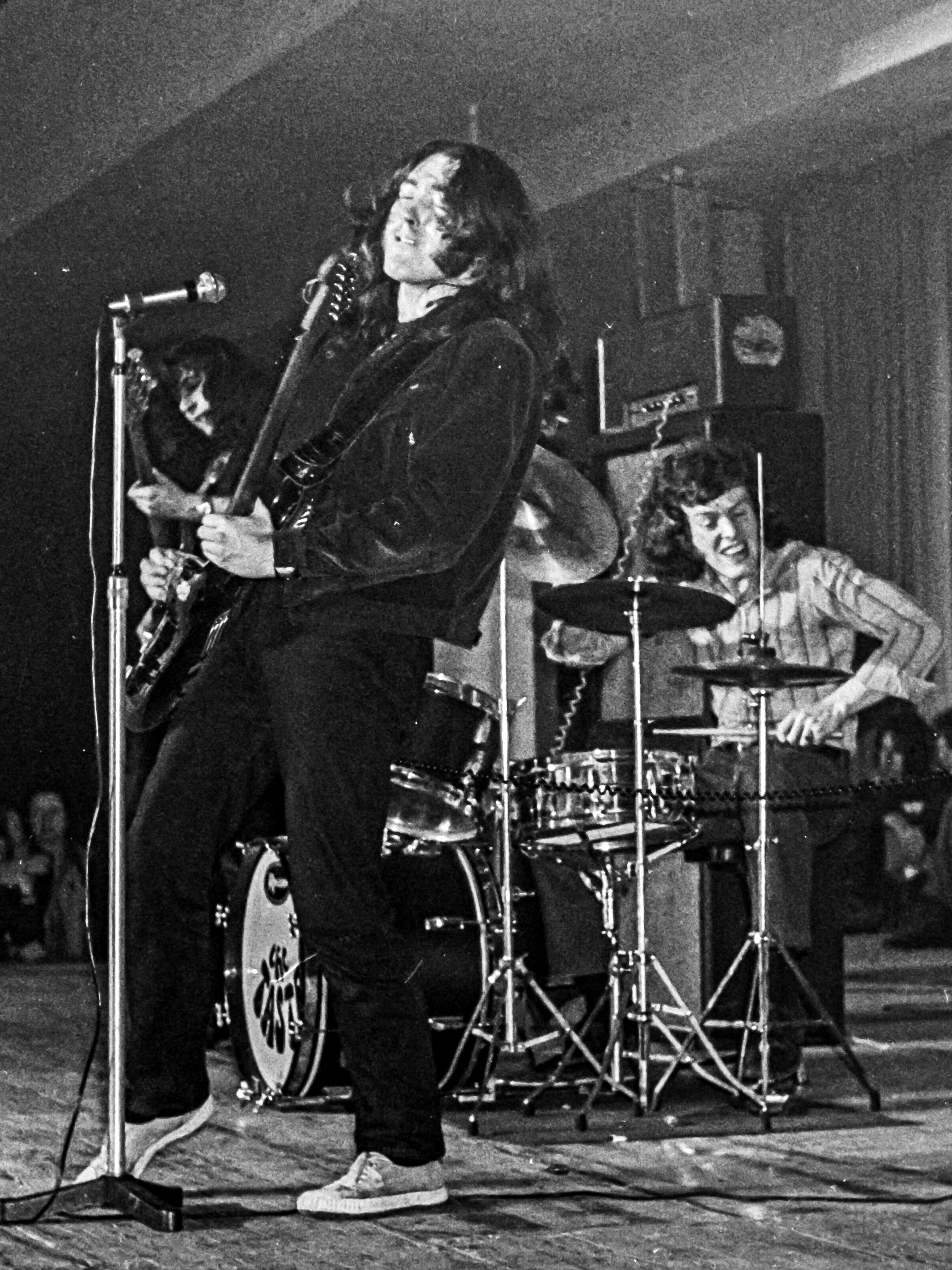
Taste en 1970 à Hanovre.

| Album                                                                          | Charts | Charts | Charts | Charts |
| Album                                                                          | UK     | ALL    | (V)    | (W)    |
| ------------------------------------------------------------------------------ | ------ | ------ | ------ | ------ |
| Live Taste - Sortie: 1er février 1971 - Label: Polydor                         | 14     | 38     | —      | —      |
| Live at the Isle of Wight - Sortie: 1er décembre 1971 - Label: Polydor         | 41     | 37     | 191    | 88     |
| Taste featuring Rory Gallagher In Concert - Sortie: 1977 - Label: Ariola       | —      | —      | —      | —      |
| "—" indique que l'album n'entra pas dans les classements musicaux de ces pays. |        |        |        |        |

### Compilations
| Album                                                                          | Charts | Charts | Charts | Charts |
| Album                                                                          | UK     | ALL    | (V)    | P-B    |
| ------------------------------------------------------------------------------ | ------ | ------ | ------ | ------ |
| Pop History- Vol.11 - Sortie: 1971 - Label: Polydor                            | —      | —      | —      | —      |
| Taste - Sortie: 1971 - Label: Polydor                                          | —      | —      | —      | —      |
| Moving On - Sortie: 1971 - Label: Karussell                                    | —      | —      | —      | —      |
| Best of Taste - Sortie: 1988 - Label: Polydor                                  | —      | —      | —      | —      |
| I'll Remember - Sortie: 28 août 2015 - Label: Polydor, UMG - Box 4 CD          | —      | 39     | 118    | 38     |
| "—" indique que l'album n'entra pas dans les classements musicaux de ces pays. |        |        |        |        |

### Singles
| Année | Single                                                                   | De l'album    |
| ----- | ------------------------------------------------------------------------ | ------------- |
| 1968  | "Blister On the Moon" - Face B: "Born On The Wrong Side Of Time"         | Taste         |
| 1969  | "Born On The Wrong Side Of Time" - Face B: "Same Old Story"              | Taste         |
| 1970  | "What's Going On" - Face B: "Railway and Gun" - (# 22)                   | On the Boards |
| 1970  | "If I Don't sing I'll Cry" - Face B: "I'll Remember"                     | On the Boards |
| 1972  | "Wee Wee Baby" - Face B: "You've Got To Pay"                             | Taste First   |
| 1982  | "Blister On the Moon / Sugar Mama" - Face B: "Catfish" / "On the Boards" | —             |

## Discographie en solo

### Albums studio
| Album                                                           | Charts | Charts | Charts | Charts | Charts | Charts | Charts | Charts | Charts | Certifications |
| Album                                                           | UK     | ALL    | (V)    | (W)    | NOR    | N-Z    | P-B    | SUI    | USA    | Certifications |
| --------------------------------------------------------------- | ------ | ------ | ------ | ------ | ------ | ------ | ------ | ------ | ------ | -------------- |
| Rory Gallagher - Sortie: 23 mai 1971 - Label: Polydor           | 32     | 16     | 70     | 45     | —      | —      | 55     | 13     | —      | —              |
| Deuce - Sortie: 28 novembre 1971 - Label: Polydor               | 39     | —      | —      | —      | —      | —      | —      | —      | —      | Or             |
| Blueprint - Sortie: 18 février 1973 - Label: Polydor            | 12     | 32     | —      | —      | —      | —      | —      | —      | 147    | Or             |
| Tattoo - Sortie: 11 novembre 1973 - Label: Polydor              | 32     | 41     | —      | —      | —      | —      | —      | —      | 186    | Or             |
| Against the Grain - Sortie: 1er octobre 1975 - Label: Chrysalis | 32     | —      | —      | —      | —      | —      | —      | —      | 121    | Or             |
| Calling Card - Sortie: 24 octobre 1976 - Label: Chrysalis       | 32     | —      | —      | —      | —      | —      | —      | —      | 163    | Argent         |
| Photo-Finish - Sortie: 1er octobre 1978 - Label: Chrysalis      | —      | 34     | —      | —      | —      | —      | —      | —      | 116    | Argent         |
| Top Priority - Sortie: 16 septembre 1979 - Label: Chrysalis     | 56     | 44     | —      | —      | 38     | 34     | —      | —      | 140    | Argent         |
| Jinx - Sortie: 2 mai 1982 - Label: Chrysalis                    | 68     | —      | —      | —      | —      | —      | —      | —      | —      | Argent         |
| Defender - Sortie: 1er juillet 1987 - Label: Capo Records       | —      | 43     | —      | —      | —      | —      | —      | —      | —      | Argent         |
| Fresh Evidence - Sortie: 1er mai 1990 - Label: Capo records     | —      | —      | —      | —      | —      | —      | —      | —      | —      | Argent         |

### Albums Live
| Album | Charts | Charts | Charts | Charts | Charts | Charts | Charts | Charts | Charts | Charts | Charts | Charts    | Certifications |
| Album | UK     | ALL    | AUT    | (V)    | (W)    | ESP    | FRA    | ITA    | P-B    | SUI    | USA    | USA Blues | Certifications |
| --- | ------ | ------ | ------ | ------ | ------ | ------ | ------ | ------ | ------ | ------ | ------ | --------- | -------------- |
| Live In Europe - Sortie: 14 mai 1972 - Label: Polydor                                                          | 9      | 32     | —      | —      | —      | —      | —      | —      | —      | —      | 101    | —         | Or             |
| Irish Tour '74 - Sortie: 21 juillet 1974 - Label: Polydor                                                      | 36     | 33     | —      | —      | —      | —      | —      | —      | —      | —      | 110    | —         | Or             |
| Stage Struck - Sortie: 2 novembre 1980 - Label: Chrysalis                                                      | 40     | —      | —      | —      | —      | —      | —      | —      | —      | —      | —      | —         | Argent         |
| BBC Sessions - Sortie: 1999 - Label: Capo Records                                                              | 81     | —      | —      | —      | —      | —      | —      | —      | —      | —      | —      | —         | —              |
| Beat Club Sessions - Sortie: 2010 - Label: Eagle Records                                                       | —      | —      | —      | —      | —      | —      | —      | —      | —      | —      | —      | 15        | —              |
| Irish Tour'74 - 40th Anniversary - Sortie: 1er novembre 2014 - Label: Sony Music / Capo Records - coffret 7 CD | 98     | —      | —      | —      | 155    | —      | 122    | 86     | 67     | —      | —      | 7         | —              |
| Check Shirt Wizard - Live in '77 - Sortie: 6 mars 2020 - Label: UMC / Chess Records                            | 26     | 10     | 43     | 83     | 38     | 17     | 117    | —      | 53     | 24     | —      | 1         | —              |
| Cleveland Calling - Sortie: 24 octobre 2020 - Label: UMC                                                       | —      | —      | —      | —      | —      | —      | —      | —      | —      | —      | —      | 2         | —              |

### Albums posthumes
| Album                                                                                | Charts | Charts | Charts | Charts | Charts    |
| Album                                                                                | UK     | ALL    | FRA    | SUI    | USA Blues |
| ------------------------------------------------------------------------------------ | ------ | ------ | ------ | ------ | --------- |
| Meeting with the G-Man - Sortie: 1er mars 2003 - Label: Capo Records / RCA           | —      | —      | —      | —      | —         |
| Wheels Within Wheels - Sortie: 1er mars 2003 - Label: Capo Records                   | —      | 87     | —      | —      | 10        |
| Live at Montreux - Sortie: 31 juillet 2006 - Label: Eagles Records                   | —      | 87     | —      | —      | —         |
| Notes from San Francisco - Sortie: 17 mai 2011 - Label: Capo Records / Eagle Records | 44     | 31     | 189    | 91     | 4         |

### Compilations
| Album                                                                                   | Charts | Charts | Charts | Charts | Charts | Charts | Charts | Charts | Charts | Charts | Charts    | Certifications |
| Album                                                                                   | UK     | ALL    | AUT    | (V)    | (W)    | ESP    | P-B    | POR    | SUI    | USA    | USA Blues | Certifications |
| --------------------------------------------------------------------------------------- | ------ | ------ | ------ | ------ | ------ | ------ | ------ | ------ | ------ | ------ | --------- | -------------- |
| The Story So Far - Sortie: 1975 - Label: Polydor                                        | —      | —      | —      | —      | —      | —      | —      | —      | —      | —      | —         | —              |
| Sinner ...and Saint - Sortie: 1975 - Label: Polydor                                     | —      | —      | —      | —      | —      | —      | —      | —      | —      | 156    | —         | —              |
| The Best Years - Sortie: 1976 - Label: Polydor                                          | —      | —      | —      | —      | —      | —      | —      | —      | —      | —      | —         | —              |
| Edged In Blues - Sortie: 1992 - Label: Demon Records                                    | —      | —      | —      | —      | —      | —      | —      | —      | —      | —      | —         | Argent         |
| Sinner ...and Saint - Sortie: 1975 - Label: Polydor                                     | —      | —      | —      | —      | —      | —      | —      | —      | —      | —      | —         | —              |
| Big Guns - The Very Best Of Rory Gallagher - Sortie: 13 juin 2005 - Label: Capo Records | 31     | —      | —      | 94     | —      | —      | —      | —      | —      | —      | —         | —              |
| The Essential Rory Gallagher - Sortie: 2008 - Label: Capo Records                       | —      | —      | —      | —      | —      | —      | —      | —      | —      | —      | —         | —              |
| Blues - Sortie: 31 mai 2019 - Label: UMC / Chess Records                                | 17     | 14     | 41     | 28     | 60     | 30     | 34     | 45     | 22     | —      | 2         | —              |
| The Best of Rory Gallagher - Sortie: 9 octobre 2020 - Label: UMC                        | —      | 55     | —      | 57     | 89     | —      | —      | —      | 78     | —      | 4         | —              |

### Singles
| Année | Single                                                                  | De l'album        |
| ----- | ----------------------------------------------------------------------- | ----------------- |
| 1971  | "It's You" / Just the Smile (Promo) - Face B: "Sinner Boy"              | Rory Gallagher    |
| 1975  | "Souped Up Ford" (Promo) - Face B: "I Take What I Want"                 | Against the Grain |
| 1976  | "Moonchild" - Face B: "Calling Card"                                    | Calling Card      |
| 1978  | "Shadow Play" / "Brute, Force and Ignorance" - Face B: "Souped Up Ford" | Photo-Finish      |
| 1978  | "Shin Kicker" (Promo) - Face B: "Cruise On Out"                         | Photo-Finish      |
| 1979  | "Philby" - Face B: "Hellcat"                                            | Top Priority      |
| 1980  | "Wayward Child" - Face B: "Keychain"                                    | Stage Struck      |
| 1982  | "Big Guns" - Face B: "The Devil Made Me Do It"                          | Jinx              |
| 1987  | "Seems To Me" - Face B: "No Peace For The Wicked"                       | Defender          |
| 1990  | "Kid Glove" (Promo) - Face B: "—"                                       | Fresh Evidence    |

## DVD
| DVD | Charts | Charts | Charts |
| DVD | ALL    | P-B    | SUI    |
| --- | ------ | ------ | ------ |
| Irish Tour '74 - Sortie: 29 mai 2001 - Distribution: Eagle Vision                                                        | —      | —      | —      |
| At Rockpalast - Sortie: 29 mars 2004 - Distribution: Eagle Vision                                                        | 51     | 10     | —      |
| Live at Montreux The definitive Montreux Collection - Sortie: 3 juin 2006 - Distribution: Eagle Vision                   | 87     | 5      | —      |
| The Complete Rockpalast Collection - Sortie: 2005 - Distribution: Eagle Vision                                           | —      | 11     | —      |
| Ghost Blues - The story of Rory Gallagher and the Beat Club Sessions - Sortie: 29 mars 2004 - Distribution: Eagle Vision | —      | 21     | —      |
| Live at Cork Opera House ou Live at Cork - Sortie: 30 août 2013 - Distribution: Sony Music                               | —      | —      | 9      |
| Young Fashioned Ways - Sortie: 2016 - Distribution: Eagle vision                                                         | —      | —      | —      |

## Principales collaborations
| Année | Artiste(s)           | Titre(s)                                                                                    | Album                                                   | Notes                                    | Ref    |
| ----- | -------------------- | ------------------------------------------------------------------------------------------- | ------------------------------------------------------- | ---------------------------------------- | ------ |
| 1971  | Mike Vernon          | "Come Back Baby"                                                                            | Bring Back Home                                         | guitare solo                             | [ 43 ] |
| 1972  | Muddy Waters         | non indiqué                                                                                 | The London Sessions                                     | guitare                                  | [ 44 ] |
| 1972  | Chris Barber         | tous les titres                                                                             | Drat That Fratle Rat!                                   | lead guitare                             | [ 45 ] |
| 1973  | Jerry Lee Lewis      | "Whole Lot Of Shakin' Going On"(*), "Music To The Man", "Juke Box" & "Johnny B. Goode" (**) | The Session Recorded In London With Great Guest Artists | (*) guitare, (**) guitare slide          | [ 46 ] |
| 1974  | Muddy Waters         | "Hard Days"                                                                                 | London Revisited                                        | guitare                                  | [ 47 ] |
| 1977  | Joe O'Donnell        | "Poets & Story Tellers "                                                                    | Gaodhal's Vision                                        | lead guitare                             | [ 48 ] |
| 1978  | Lonnie Donegan       | "Rock Island Line", "Drop Down Baby" & "Lost John"                                          | Puttin' On the Style                                    | guitare                                  | [ 49 ] |
| 1979  | Lonnie Donegan       | "The Journey of a Fool", "Imbecile" & "The Valley of Swords"                                | Tarot Suite                                             | guitare                                  | [ 50 ] |
| 1984  | Box of Frogs         | "The Edge", "Into the Dark"                                                                 | Box of Frogs                                            | guitare slide                            | [ 51 ] |
| 1985  | Gary Brooker         | "Trick of the Night"                                                                        | Echoes In The Night                                     | guitare slide                            | [ 52 ] |
| 1986  | Box of Frogs         | "You Mix Me Up", "House On Fire", "Hanging From The Wreckage" & "Heart Full of Soul"        | Strange Land                                            | guitare lead et slide, electric sitar    | [ 53 ] |
| 1989  | Davy Spillane Band   | "Litton Lane", "One for Phil", "The Road To Ballyalla"                                      | Out of the Air                                          | guitare lead, acoustique et slide, sitar | [ 54 ] |
| 1991  | Stiff Little Fingers | "Human Shield"                                                                              | Flags & Emblems                                         | guitare                                  | [ 55 ] |
| 1995  | Energy Orchard       | "Remeber My Name"                                                                           | Pain Killer                                             | guitare, dobro                           | [ 56 ] |
| 1995  | Samuel Eddy          | "Falsely Accused"                                                                           | Strangers On the Run                                    | guitare, guitare slide                   | [ 57 ] |